# Раздолье (Ленинградская область)
Раздо́лье (до 1948 года Мякряля, Мякря, фин. Mäkrälä) — деревня в Приозерском районе Ленинградской области. Административный центр Раздольевского сельского поселения.

## Название
Советские переселенцы второй волны на собрании граждан в феврале 1948 года постановили переименовать деревню Мякря в Раздолье.

## История
По первой шведской переписи конца XVI века в деревне значились: Свен Лууринпойка, Иивана Михайлович, Эскел Тоссур, Пиетари Синттонен и Пиетари Вирсу. В XVIII веке, после присоединения к России, деревня отошла к помещичьим землям усадьбы Лейнинкюлянхови, владельцем которой был граф Антон Девиер.
- Деревня Мякря на финской карте 1923 года

До 1940 года деревня Мякряля входила в состав волости Рауту Выборгской губернии Финляндской республики.
С 1 мая 1940 года в составе Нурмиярвского сельсовета Раутовского района.
С 1 июля 1941 года по 31 мая 1944 года финская оккупация.
С 1 октября 1944 года в составе Борисовского сельсовета Сосновского района.
С 1 января 1949 года учитывается как деревня Раздолье.
С 1 января 1951 года в составе Сосновского сельсовета Сосновского района.
С 1 декабря 1960 года в составе Борисовского сельсовета Приозерского района.
С 1 февраля 1963 года — в составе Выборгского района.
С 1 января 1965 года — вновь в составе Приозерского района. В 1965 году деревня насчитывала 471 жителя.
По данным 1966 года деревня Раздолье входила в состав Борисовского сельсовета, административным центром сельсовета была деревня Борисово.
В 1970—1981 годах директором расположенного в деревне совхоза «Раздолье» работал Виктор Алексеевич Зубков — Председатель Правительства России в 2007—2008 годах.
В 1972 году близ деревни в лагере на берегу озера Лампушка выступал Владимир Высоцкий. С 2001 года на этом месте проводится ежегодный фестиваль его памяти.
По данным 1973 года деревня Раздолье входила в состав Борисовского сельсовета и являлась его административным центром.
По данным 1990 года деревня Раздолье входила в состав Борисовского сельсовета, в состав которого входили пять населённых пунктов, общей численностью населения 1311 человек. Деревня являлась административным центром сельсовета и насчитывала 1129 жителей.
В 1997 году в деревне Раздолье Борисовской волости проживали 1373 человека, в 2002 году — 1247 человек (русские — 95 %), деревня была административным центром волости.
В 2007 году в деревне Раздолье Раздольевского СП проживали 1298 человек, в 2010 году — 1323 человека.

## География
Деревня расположена в южной части района на старом участке автодороги А121 «Сортавала» (Санкт-Петербург — Сортавала — автомобильная дорога Р-21 «Кола») в месте примыкания к ней автодороги 41К-017 (Пески — Подгорье).
Расстояние до районного центра — 72 км.
Расстояние до ближайшей железнодорожной станции Сосново — 7 км. Ближайший остановочный пункт Приозерского направления Октябрьской железной дороги — платформа 78 км.
Деревня находится на западном берегу Раздолинского озера. В деревне находится Волынское, Гагачье и ещё одно — безымянное озеро. Через деревню протекает река Волчья.

## Демография
| 2007 | 2010  | 2017  |
| ---- | ----- | ----- |
| 1298 | ↗1323 | ↗1454 |

## Инфраструктура
- Сельскохозяйственное предприятие — ЗАО «ПЗ „Раздолье“»
- Раздольская средняя общеобразовательная школа на 250 мест
- МУК Раздольское клубное объединение на 330 мест, детский сад на 90 мест
- Храм Царственных страстотерпцев[18]
- Филиал Сосновской музыкальной школы
- Фельдшерско-акушерский пункт
- Общественная баня
- Парикмахерская
- Почта
- Магазины[19].

## Памятники
В 4 км к юго-востоку от деревни находится братская могила советских воинов, погибших в фашистском концлагере в 1941—1944 годах.

## Улицы
Береговая, квартал Борщевик, Восточная, Дольская, Еловая, Заозёрная, Заречная, Карельская, Культуры, Ладожская, Лесная, хутор Минаев, Молодёжная, Народная, Озёрная, Онежская, Приозёрная, Приозерское шоссе, Садовая, Солнечная, Сосновая, Урожайная, Центральная, остров Большое Луговое.

## Садоводства
Жемчужина Карелии.